# Even the bad times are good
Even the bad times are good is een single van The Tremeloes. Het is afkomstig van hun album Here come the Tremeloes. De single stond qua verkoop in de schaduw van hun grootste succes Silence is golden, een nummer 1 in het Verenigd Koninkrijk. Het nummer is geschreven door de hitschrijvers Peter Callander en Mitch Murray.
Motto: "Als de zanger het even niet ziet zitten, denkt hij aan zijn vriendin en dan komt alles weer goed".

## Hitnotering
Even the bad times are good stond dertien weken in de UK Singles Chart, met als hoogste notering de vierde plaats. In de Billboard Hot 100 stond het zeven weken genoteerd met als hoogste plaats 36. In de maandlijsten van Muziek Expres stond het twee maanden genoteerd.

### Nederlandse Top 40
| Positie: | 34 | 21 | 14 | 9 | 8 | 7 | 9 | 10 | 16 | 24 | uit |

### NederlandseParool Top 20
| Positie: | 19 | 10 | 6 | 5 | 3 | 6 | 7 | 10 | 16 | uit |

### BelgischeBRT Top 30/VlaamseUltratop 30
Deze hitlijsten waren er nog niet.

### NPO Radio 2 Top 2000
Even the bad times are good stond alleen in 1999 in de NPO Radio 2 Top 2000, op plek 1795.